# Alfredo Possolo Hogan
Alfredo Possolo Hogan (22 de diciembre de 1829 - 16 de abril de 1865) fue un escritor y novelista portugués, contemporáneo del novelista y dramaturgo Alexandre Dumas (padre). Hijo de Frederico Hogan de Mendonça y de Maria Emília Possolo. Fue el creador de una pseudo-continuación de la novela El conde de Montecristo, titulada La mano del muerto (A Mão Do Finado). Creación realizada en el año de 1854, nueve años después de la obra de Dumas.

## Obras
- Misterios de Lisboa (Mistérios De Lisboa) (1851)
- El Matrimonio Forzado de 2 Angeles (Dois Ângelos Ou Um Casamento Forçado) (1851)
- Marco Tulio, el Agente de los Jesuitas (Marco Túlio Ou O Agente Dos Jesuítas) (1853)
- La Mano del Muerto (A Mão Do Finado) (1854)
- Los Disipadores (Os Dissipadores) (1858)
- La Vida en Lisboa (A Vida Em Lisboa) (1861)
- La Máscara Social (A Máscara Social) (1861)
- No Toda la Luz es Oro (Nem Tudo Que Luz É Oiro) (1861)
- El Día 1º de diciembre de 1640 (O Dia 1º De Dezembro De 1640) (1862)